# Йорктон (Саскачеван)
 Йо́рктон  (англ. Yorkton) — містечко (24,57 км²) в провінції Саскачеван у Канаді.
Містечко налічує 15 038 мешканців (2006) (612,2/км²). 

## Клімат
Місто знаходиться у зоні, котра характеризується вологим континентальним кліматом з теплим літом. Найтепліший місяць — липень із середньою температурою 17.9 °C (64.2 °F). Найхолодніший місяць — січень, із середньою температурою -16.7 °С (1.9 °F).
| Клімат Йорктона         | Клімат Йорктона | Клімат Йорктона | Клімат Йорктона | Клімат Йорктона | Клімат Йорктона | Клімат Йорктона | Клімат Йорктона | Клімат Йорктона | Клімат Йорктона | Клімат Йорктона | Клімат Йорктона | Клімат Йорктона | Клімат Йорктона |
| Показник                | Січ.            | Лют.            | Бер.            | Квіт.           | Трав.           | Черв.           | Лип.            | Серп.           | Вер.            | Жовт.           | Лист.           | Груд.           | Рік             |
| Абсолютний максимум, °C | 8,3             | 11              | 21,1            | 31,1            | 38,4            | 37              | 38,9            | 38,3            | 36,1            | 30,6            | 20,6            | 12,7            | 38,9            |
| Середній максимум, °C   | −11,4           | −7,6            | −1,5            | 9,3             | 17,3            | 21,7            | 24,3            | 23,9            | 17,5            | 9,5             | −1,7            | −9,1            | 7,7             |
| Середня температура, °C | −16,7           | −12,8           | −6,7            | 3,2             | 10,4            | 15,5            | 17,9            | 17,1            | 11,1            | 3,7             | −6,3            | −14,1           | 1,9             |
| Середній мінімум, °C    | −22             | −18             | −11,9           | −2,9            | 3,5             | 9,2             | 11,5            | 10,2            | 4,7             | −2,2            | −10,9           | −19             | −4              |
| Абсолютний мінімум, °C  | −46,1           | −41,8           | −42,8           | −27,2           | −13,5           | −1,7            | 1               | −2,3            | −12,2           | −20,2           | −37,5           | −42,2           | −46,1           |
| Норма опадів, мм        | 16              | 11.2            | 20              | 21.6            | 51.3            | 80.1            | 78.2            | 62.2            | 44.9            | 26.5            | 16.4            | 21              | 449.3           |
| Днів з дощем            | 0,4             | 0,7             | 2,2             | 4,8             | 10              | 13,1            | 11,9            | 10,7            | 8,9             | 6               | 1,8             | 0,8             | 71              |
| Днів зі снігом          | 11,8            | 8,9             | 8,2             | 4,2             | 1               | 0,1             | 0               | 0               | 0,8             | 3,4             | 8,5             | 11,2            | 58,1            |
| Вологість повітря, %    | 90              | 91              | 86              | 71              | 62              | 67              | 68              | 69              | 72              | 72              | 87              | 91              | 77              |
| ----------------------- | --------------- | --------------- | --------------- | --------------- | --------------- | --------------- | --------------- | --------------- | --------------- | --------------- | --------------- | --------------- | --------------- |
| Джерело: Weatherbase    |                 |                 |                 |                 |                 |                 |                 |                 |                 |                 |                 |                 |                 |

## Демографія
Перші поселенці колонії Йорктон були англійцями із Східної провінції Онтаріо та Великої Британії. 6 км на захід були шотландські поселенці в селищі Оркні. A значне число жителів складають нащадки іммігрантів з України, які приїхали на початку 20-о століття.
| Основні етнічні групи, 2011    | Основні етнічні групи, 2011 | Основні етнічні групи, 2011 |
| Етнічна група                  | Населення                   | Відсоток                    |
| ------------------------------ | --------------------------- | --------------------------- |
| українці                       | 5,615                       | 36.7%                       |
| англійці                       | 3,515                       | 23%                         |
| німці                          | 3,450                       | 22.6%                       |
| шотландці                      | 2,610                       | 17.1%                       |
| поляки                         | 1,865                       | 12.2%                       |
| індіанці/метиси                | 1,815                       | 11.9%                       |
| ірландці                       | 1,760                       | 11.5%                       |
| французи                       | 1,130                       | 7.4%                        |
| скандинави                     | 1,100                       | 7.2%                        |
| Загальна чисельність населення | 15280                       | 100%                        |

## Галерея пам'яток

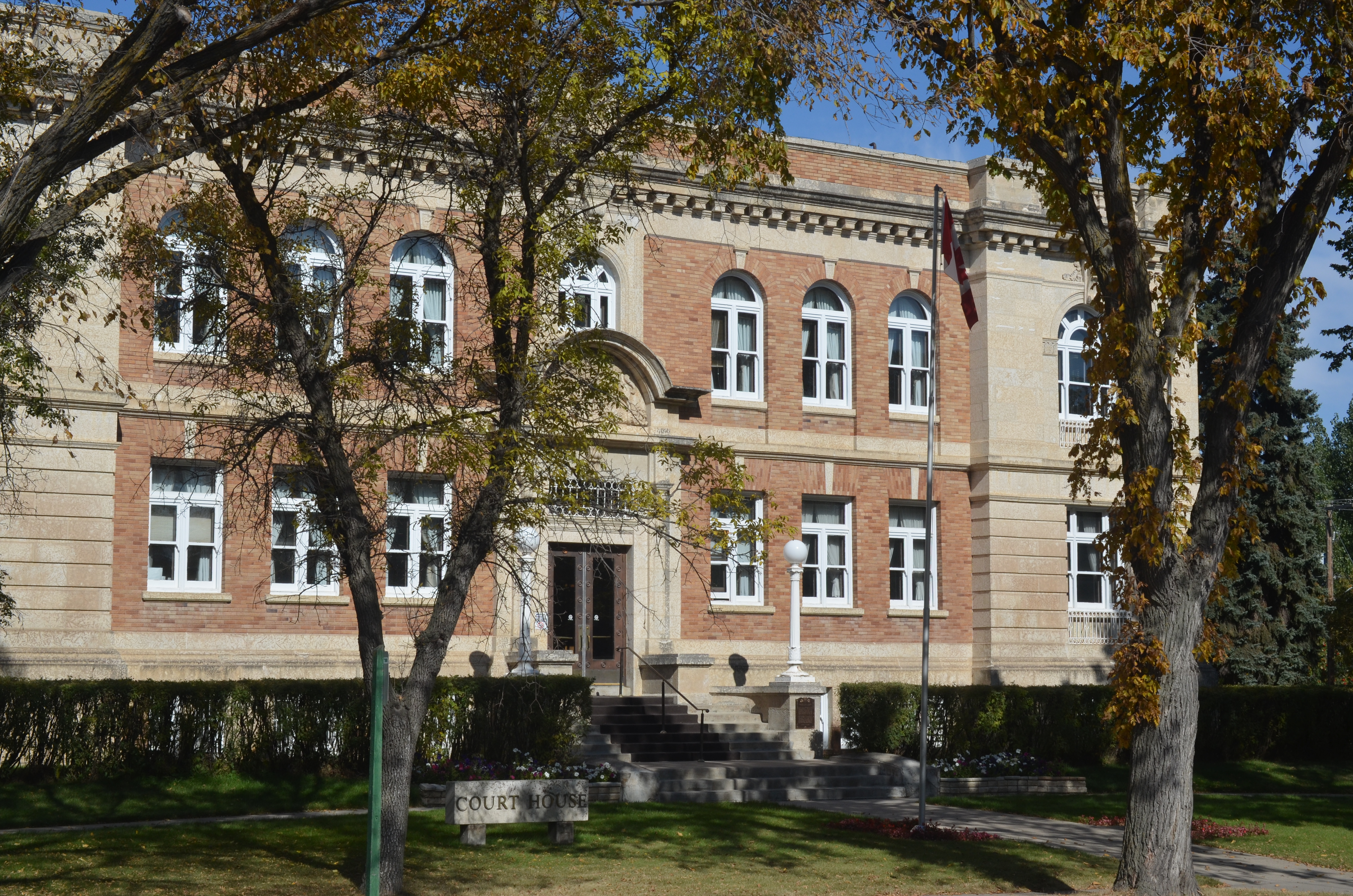
Будинок суду
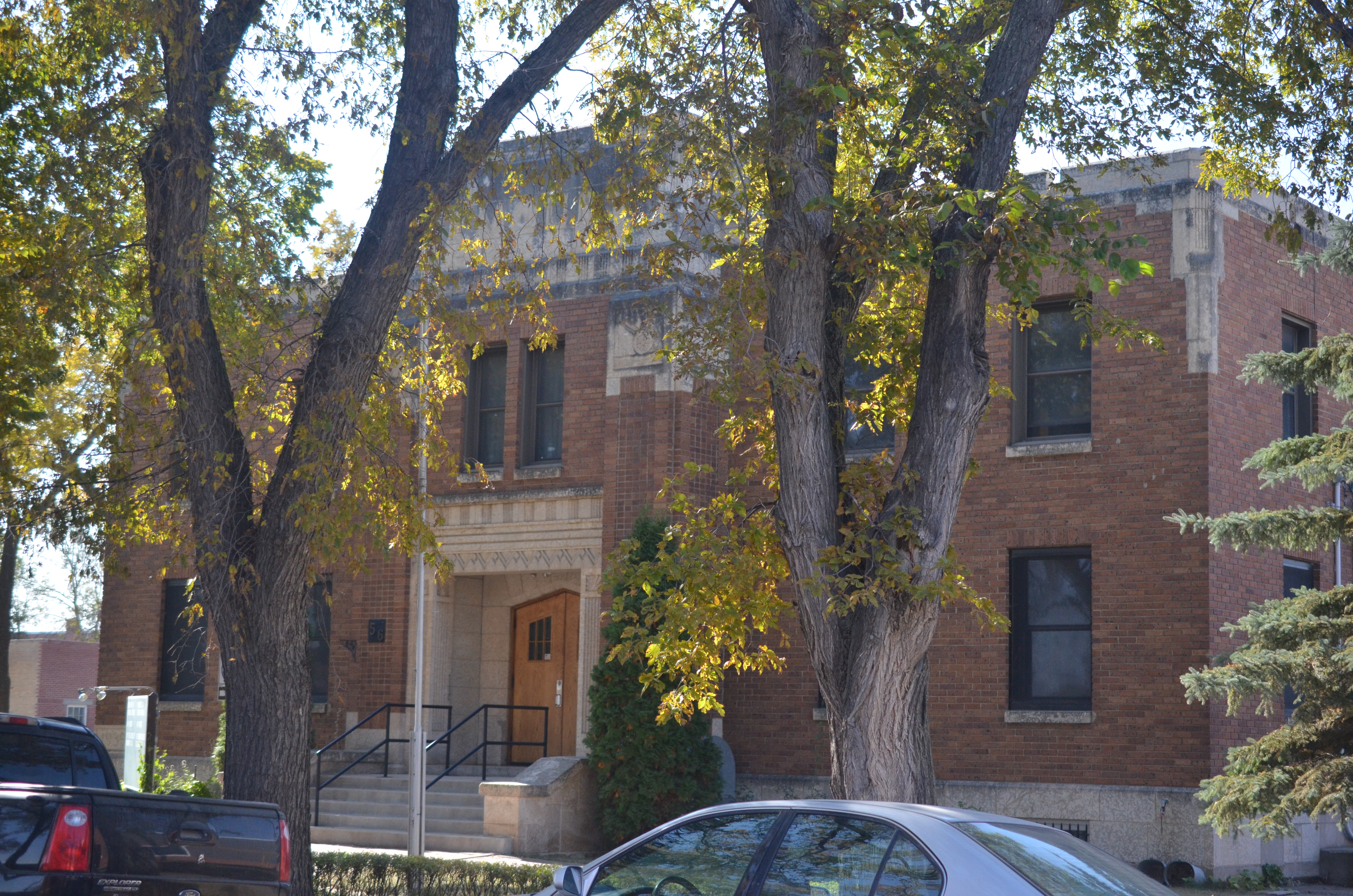
Йорктонський арсенал
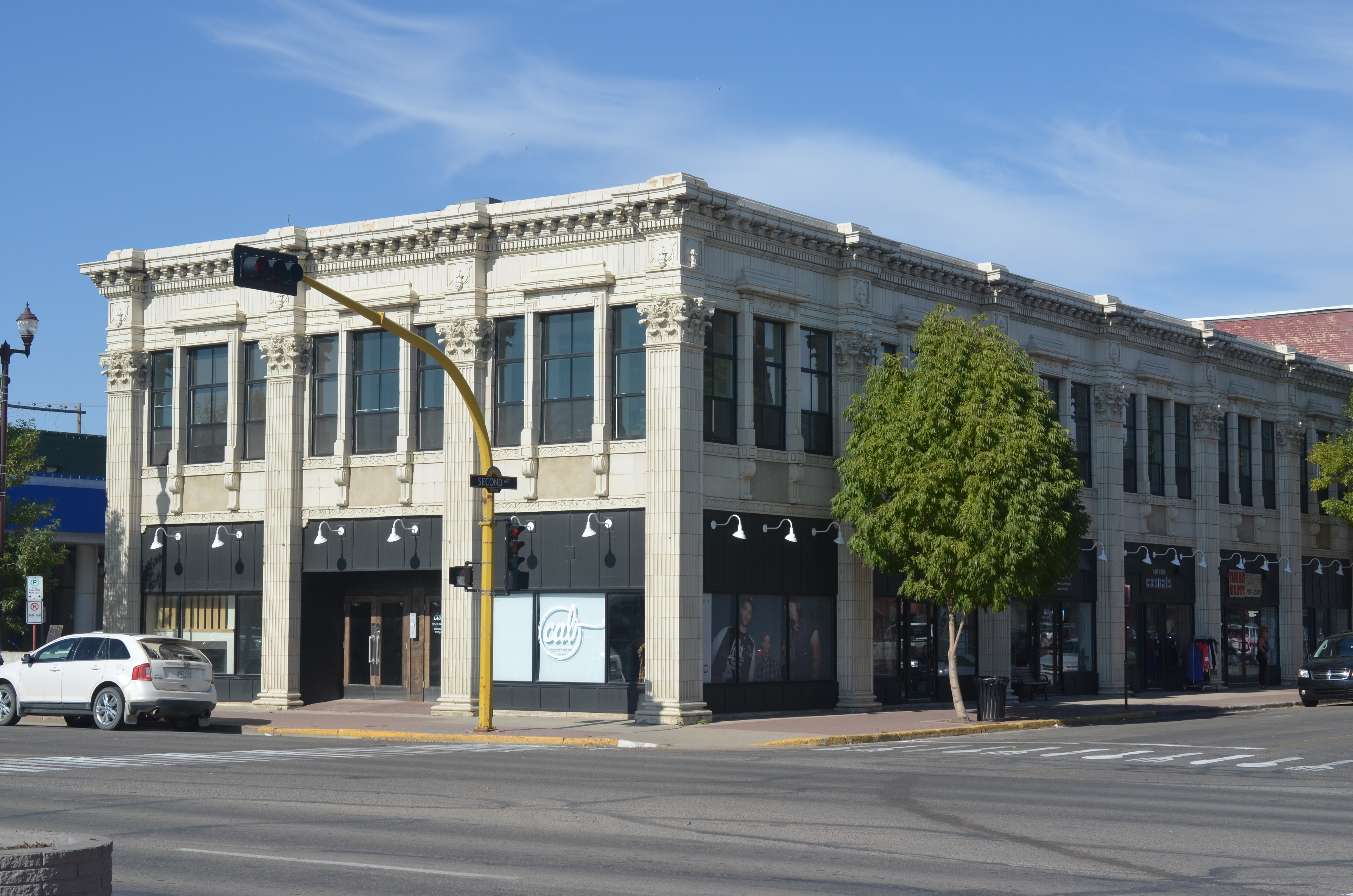
Магазин Hudson's Bay Company